# Авдеева, Клавдия Дмитриевна
Клавдия Дмитриевна Авдеева (5 января 1925, с. Гостево, Суздальский уезд, Иваново-Вознесенская губерния — 24 апреля 1995, Иваново) — советский российский историк-медиевист, доктор исторических наук, профессор, заведующая кафедрой истории Древнего мира и Средних веков Ивановского государственного университета, проф. кафедры всеобщей истории Ленинградского государственного педагогического института им. А. И. Герцена, исследователь социально-экономической истории Англии XI—XIII вв.

## Биография
Родилась в Иваново-Вознесенской губернии. В 1927 году семья переехала в город. В 1941 году отец, Дмитрий Борисович Авдеев, ушел на фронт, в феврале 1942 года погиб. В семье было шестеро детей. К. Д. Авдеева, оставив школу, была вынуждена работать. В 1944 году окончила школу № 56 г. Иваново. Поступила на заочное отделение исторического факультета Ивановского педагогического института, работая в библиотеке вуза. В 1947 году окончила институт, защитив диплом под руководством историка-византиниста А. П. Каждана.
В 1948 году поступила в аспирантуру при ЛГПИ им. А. И. Герцена. В 1951 году защитила кандидатскую диссертацию под руководством М. А. Барга «Ранние огораживания и борьба за общинные земли в Англии в XIII в.».
Работала в ЛГПИ, пройдя путь от ассистента кафедры до профессора (с 1974). В 1973 году защитила докторскую диссертацию «Внутренняя колонизация и развитие феодализма в Англии в XI—XIII вв.».
В 1979 году вернулась в Иваново, в Ивановский государственный университет, созданный в 1974 году на базе педагогического института. В 1979 году — профессор кафедры всеобщей истории. В 1980—1981 годах руководила кафедрой истории советского общества. В 1981 году на историческом факультете ИвГУ кафедра всеобщей истории была разделена на кафедру истории древнего мира и средних веков и кафедру новой и новейшей истории. С 1981 года — заведующая кафедрой истории Древнего мира и Средних веков.

## Научная деятельность
В сферу научных интересов входили экономические и правовые вопросы аграрной истории Англии, проблемы внутренней колонизации в Англии, начиная с нормандского завоевания до XIII в. Кандидатская диссертация была посвящена истории ранних огораживаний и судьбе общинных земель в Англии XIII в.
В докторской диссертации и монографии «Внутренняя колонизация и развитие феодализма в Англии в XI—XIII вв.» (1973) была представлена научная концепция внутренней колонизации в средневековой Англии, характеризующая процесс преобразования естественного ландшафта, который имел в островном государстве свою специфику и приобрел черты самобытности в период генезиса и развития феодализма. Изучая динамику процесса освоения земель, К. Д. Авдеева исследовала проблему его влияния на судьбу английского крестьянства, осветив вопросы приоритета в держательских правах на земле «расчисток», взаимоотношения держателей и лордов, позицию сельских общин и населения английских вилл в процессе освоения земель, типы держаний на освоенных землях.
Была уточнена роль внутренней колонизации в формировании манориальной структуры в Средней, Восточной и Северной Англии. Колонизация, по Авдеевой, важный фактор развития феодализма в Англии и оформления социальной структуры страны.
К. Д. Авдеева занималась историей раннего английского Просвещения, историей исторической и педагогической мысли — исследованием идей Дж. Гаррингтона (1611—1677) в его сочинении «Республика Океания» и Д. Юма (1711—1776) в «Трактате о человеческой природе».
Участвовала в подготовке трехтомного коллективного исследования «История крестьянства в Европе» (1985—1986), входила в редколлегию второго тома, подготовила две главы — «Аграрный пейзаж и колонизация» и «Сельскохозяйственная техника и агрикультура».
Работала с рукописным архивом М. А. Барга по историософии раннего нового времени. К. Д. Авдеевой был отредактирован текст М. А. Барга, дописана глава о историко-философских взглядах Н. Макиавелли. В результате была издана монография «От Макиавелли до Юма. Становление историзма» (1998).

## Основные работы
- Борьба за общинные земли в Англии XIII в. // Ученые записки ЛГПИ им. А. И. Герцена, 1955. Т. 102.
- Огораживание общинных земель в Англии в XIII в. // СВ. 1955. Вып. 6.
- На острове Утопия: Книга для чтения в VI кл. / К. Д. Авдеева, А. М. Белов. Л.: Учпедгиз. Ленингр. отд-ние, 1961. 111 с.
- Современная историография о системе открытых полей в Англии // XXI Герценовские чтения. Исторические науки. Л., 1968.
- Внутренняя колонизация в Англии и сельская община // XXIII Герценовские чтения. Исторические науки. Л., 1970.
- Современная историография внутренней колонизации в Англии в XI—XIII вв. // Проблемы Британской истории. М., 1973.
- Внутренняя колонизация в Сассексе в XI—XIII вв. // СВ. 1973. Вып. 37.
- Внутренняя колонизация и развитие феодализма в Англии в XI—XIII вв. Л., 1973. 167 с.
- Внутренняя колонизация в Северной Англии XI—XIII вв. (историко-географический аспект) // Социальный аспект внутренней колонизации в Англии XII—XIII вв. // СВ. 1976. Вып. 40.
- Проблемы социальной структуры и идеологии средневекового общества. Л., 1978.
- История средних веков: Учебник / К. Д. Авдеева и др. М.: Просвещение, 1982. 166 с.
- Аграрный пейзаж и колонизация; Сельскохозяйственная техника и агрикультура (главы) // История крестьянства в Европе: в 3 т. М., 1986, Т. 2 (в соавторстве с М. А. Баргом).
- Еще раз о переходе от феодализма к капитализму (По поводу одной международной дискуссии на страницах журнала «Past and Present») // Экономическая история. Проблемы и исследования. М., 1987.
- От Макиавелли до Юма. Становление историзма. М., 1998. 306 с. (в соавторстве с М. А. Баргом)[4].